# 정소피아
정소피아(1993년 8월 18일~)는 대한민국의 스켈레톤 선수, 지도자이다. 2018년 동계 올림픽에 참가했으며, 은퇴 후에 대한민국 국가대표 코치를 맡고 있다.